# 山下扶美
山下 扶美（やました ふみ、1977年10月7日 - ）は茨城県を拠点に活動するフリーランスである。
各種ラジオ番組のパーソナリティー・リポーターや番組制作、CMのナレーションや制作、イベントの司会などをフリーで活躍している。

## 人物・略歴
熊本県上益城郡御船町出身、天秤座。血液型はA型。
大学卒業後、RKK熊本放送ラジオ局制作番組の番組アシスタントになる。2003年3月31日よりRKKラジオの平日朝の情報番組のパーソナリティーを務める。しかし2010年4月2日の「いっちゃんフミのグッと!!モーニング」の番組終了をもって平日朝の情報番組のパーソナリティーを卒業した。前番組である「日刊・朝まる」、さらには後番組の「いっちゃんフミのグッと!!モーニング」もパーソナリティーとして引き続き起用され、通算7年間にわたって務めてきたことになる。
2010年5月、結婚を機に、10年間ラジオの仕事に携わってきた熊本から茨城に活動の場を移す。

## 現在の出演番組
- つくばYou've got 84.2(発信chu)!（ラヂオつくば 月曜〜金曜17:00〜19:00）- 月曜パーソナリティー
- つくばPLUS（ラヂオつくば 土曜11:00〜13:00）
- つくばロボッツのラジオジャム（ラヂオつくば 金曜19:00〜19:15）

## 過去の出演番組
- 熊本大学オン・エアー放送公開講座（RKKラジオ）
- わくわく熊本市（RKKテレビ）
- いっちゃんフミのグッと!!モーニング（RKKラジオ 2008年3月31日〜2010年4月2日）
- 史郎と扶美の日刊・朝まる（RKKラジオ 2005.4.3〜2008.3.28）
- 小松士郎の日刊・朝まる（RKKラジオ 2003.3.31〜2005.4.1）
- FMK Thumb-Up Chameleon（エフエム熊本 2007.4.6〜2010.3.26）
- Luv Jungle Satellite（NBCラジオ佐賀 2000年10月〜 初代アシスタント）
- What?Tsukuba!（ラヂオつくば 月曜〜金曜11:00〜13:00）- 月曜パーソナリティー
- つくば夕焼け情報局（ラヂオつくば 月曜〜金曜17:00〜19:00）- 月・火曜パーソナリティー